# アエティオケトゥス
アエティオケトゥス（学名：Aetiocetus）は基盤的ヒゲクジラ類の絶滅属で、3390-2303 万年前の漸新世に日本・メキシコ・オレゴン州周辺の北太平洋に生息していた。1966年に Douglas Emlong によって最初に記載され、現在では A. cotylalveus、A. polydentatus、A. tomitai、A. weltoni の4種を含む。歯の保持と同時にクジラヒゲの存在を示す栄養孔も持っていたことで注目に値する。よって、アエティオケトゥスは漸新世ヒゲクジラ類における歯からクジラヒゲへの移行を表している。クジラヒゲはヒゲクジラ類の共有派生形質でもある高度に派生的な形質で、口蓋から成長するケラチン質の構造である。クジラヒゲの存在はアエティオケトゥス頭蓋の化石記録から推察される。アエティオケトゥスは太平洋の東西両岸から発見されている：最初に見つかったのはアメリカのオレゴン州だが、今では日本とメキシコからも知られる。本属は現在のところ北半球でしか産しておらず、産地も限定的であることから漸新世の生層序学的研究にはほとんど役に立たない。

## 語源
属名の "Aetiocetus" は古代ギリシア語の αἰτία（原因・起源）をラテン語化したものと、ラテン語の "cetus"（クジラ）から成っており、「起源のクジラ」という意味になる。
模式種 A. cotylalveus の種小名は、古代ギリシア語で「ボウル・杯」を意味する κοτύλη と、ラテン語で「空洞・空隙」を意味する "alveus" からおおよそ「空の杯」という意味になる。A. tomitai の種小名は当時の足寄町長だった富田秋雄への献名である。A. weltoni は医師の Bruce J. Welton への献名で、彼はこの標本の最初に発見して骨格の発掘を手配した人物である。A. polydentatus は標本の歯に見られる多歯性 (polydont dentition) を反映して命名された。

## 系統
アエティオケトゥス科とステムヒゲクジラ類との関係についてはこれまでもいくつかの議論があった。Barnes et al. (1995) は Emlong の本来の定義を拡張して、4属8種を含むようにした。彼らは単系統のアエティオケトゥス科に3つの亜科を設けた：コーネケトゥス亜科 (Chonecetinae) はコーネケトゥス属の数種を含み、モラワノケトゥス亜科 (Morawanocetinae) には Morawanocetus yabukii が含まれ、アエティオケトゥス亜科 (Aetiocetinae) には Ashorocetus eguchii とアエティオケトゥス属の種が含まれる。2002年に Sanders と Barnes はさらに上位にアエティオケトゥス上科 (Aetiocetoidea) を想定し、そこに既知の有歯ヒゲクジラ類（アエティオケトゥス科・Llanocetidae・Mammalodontidae）を全て含めた。しかし歯の保持はクジラ類にとって共有祖先形質でありそのグループの共有派生形質としては使用できないため、この"アエティオケトゥス上科"はグレードタクソン（段階分類群）であり自然分類群ではない。
2006年に Fitzgerald は有歯ヒゲクジラ類に6つの主要な系統があることを提案し、そこではコーネケトゥス・クレードとアエティオケトゥス・クレードを含むアエティオケトゥス科は側系統群を構成していた。Fitzgerald によれば、A. polydentatus は属の他の種と比較してもその特徴が派生的（例えば多歯性の歯列や非常に大型化した鼻骨）であることからアエティオケトゥス属の一員ではない。アエティオケトゥス科の中での関係を注視した議論は、基盤的ヒゲクジラ類進化の理解・成体の歯の喪失にまつわる仮説・クジラヒゲの発達に対するこのクレードの重要性を際立たせる結果となった。
アエティオケトゥスのより大きな規模の系統学上の位置は現代までの研究を通してあまり変化していない。2003年の Geisler と Sanders の論文 “Morphological Evidence for the Phylogeny of Cetacea” では本属を形態学分岐研究に用い、その結果はアエティオケトゥス科（アエティオケトゥス属 + コーネケトゥス属）の単系統性を支持した。ここではアエティオケトゥス科は Eomysticetus + Micromysticetus + Diorocetus + Pelocetus + クラウンヒゲクジラ類の姉妹群とされた。彼らの結果では、アエティオケトゥスは2番目に基盤的なヒゲクジラ類であり、博物館収蔵の2つの未記載標本（ChM）がその系統樹では最も基盤的な位置に来るとされた。
“A supermatrix analysis of genomic, morphological, and paleontological data from crown Cetacea” と題された Geisler らによる2011年の研究では、アエティオケトゥスの他のヒゲクジラ類との系統関係について、さらに多くのタクサを考慮にいれた上で、より高度な解答が提示された。この研究でもなおアエティオケトゥスは基盤的かつ Eomysticetus + Micromysticetus + Diorocetus + Pelocetus + クラウンヒゲクジラ類（全てクジラヒゲを持ち歯がない）の姉妹群という結果が出た。超行列によって支持される2つの競合する仮説が存在する：1つ目の仮説はアエティオケトゥスはコーネケトゥスの姉妹群ではなく、アエティオケトゥス科はその中に全ての子孫を含まない側系統群であることを示唆している、というものであり、2つ目の仮説は彼らは実際に単系統群を構成している、というものである。どちらの結果もそれ以前の研究に支持される。
より最近の研究 “A Phylogenetic Blueprint for a Modern Whale” では、アエティオケトゥス属の複数の種（A. cotylalveus、A. weltoni、A. polydentatus）が用いられた。これら3つのタクサはコーネケトゥスと多分岐 (polytomy) を構成し、この4つのタクサの関係は現在の精度ではこれ以上調査できない。しかし、この結果はアエティオケトゥス科の単系統性を、または全てのアエティオケトゥス科は単一の共通祖先に由来することを示唆する。この系統樹ではアエティオケトゥス科は Eomysticetus + ケトテリウム科 + クラウンヒゲクジラ類の姉妹群となっている。
ほとんど全ての系統学研究は、アエティオケトゥスがステムヒゲクジラ類でありクラウンヒゲクジラ類には入らないという点で同意している。この結果はその共有祖先形質を考えれば驚くべきことではなく、アエティオケトゥスが多くの原始的特徴を持ち派生的特徴はほとんど無いということを意味している。ステムヒゲクジラ類の中でのその系統学上の位置も、クラウンヒゲクジラ類がまだ化石記録に現れていない後期漸新世での層序学上の出現と一致している。

## 発見と歴史
Aetiocetus cotylalveus は1966年に発見され Emlong によって記載されたが、彼は当初その祖先形質的な（または原始的な）歯列を基に、アエティオケトゥスを古鯨類に分類した：歯の存在はアエティオケトゥスをヒゲクジラ類から一線を画すものだと考えられたためである。アエティオケトゥスをハクジラ類と分ける明確な特徴が多数存在したうえ、Emlong には現代のハクジラ類頭骨として必要な形態変化の証拠が見つからなかった。とくに、Emlong はアエティオケトゥスはある程度ヒゲクジラ類系統の祖先筋に当たると書き残しており、これは頭骨のテレスコーピングの度合が古鯨類と比べて鼻孔の位置がずっと背中側へ移動していることによる。頭骨特徴間の関係に従い、Emlong はアエティオケトゥスをハクジラ類よりヒゲクジラ類に近い位置に纏めた。しかし Aetiocetus cotylalveus は歯を持っていたため、Emlong はこれがあくまで高度に派生的な古鯨類であるとした。
Van Valen は1968年の小論文 “Monophyly or diphyly in the origin of whales” 中でアエティオケトゥスを現在一般に認められている基盤的で初期のヒゲクジラ類の位置に置いた。1995年、Lawrence G. Barnes と共著者の木村方一・古沢仁・澤村寛はアエティオケトゥス属に属する3種の新アエティオケトゥス科クジラを記載した。これらの発見は、3種とも模式種 A. cotylalveus と地質学的に同じ地層から産出し、かつ日本という太平洋の西岸から同科の新種が存在していた、という点で格別な意味を持つものだった。これによりアエティオケトゥス科の地理的生息範囲が劇的に拡大した。
1998年、L.G. Barnes はアエティオケトゥス属の1標本を彼のメキシコ産海棲哺乳類化石リストに加えた。しかしこの標本は "aff. Aetiocetus sp."（「アエティオケトゥス属と推測される」の意）のままで、特定の種に帰属されないでいた。この標本はバハ・カリフォルニアの El Cien 累層から発見されたが、この標本を記載した論文は未だ発表されていない。
A. cotylalveus はオレゴン州の Yaquina 累層 産である。Yaquina 累層は後期漸新世の地層で、クジラ類の産出層は細粒の灰色砂岩層と中粒明灰色砂岩シルト岩互層から成る。Yaquina 累層は海岸堆積環境にあり、有孔虫と軟体動物による年代区分を基におよそ 2400-2500 万年前の後期更新世（チャッティアン）であるとみなされている。A. weltoni もまた Yaquina 累層産であり、A. cotylalveus と同じ露頭だがより高位の層序断面 (stratigraphic section) から産出している。この標本はこの地層に整合で覆い被さる Nye 累層（中新世）との接触面近辺で発見された。つまり A. weltoni は漸新世-中新世境界に非常に近い時代に生息していた。
A. tomitai は日本の川上層群 (Kawakami group) 茂螺湾累層 (Morawan Formation) の中部硬質頁岩部層 (Middle Hard Shale member)で発見された。この地層も後期漸新世で堆積盆地堆積物である。この標本は露頭から直接発見されたのではなく、露頭から外れたコンクリーション中にあったため、層順としては中部硬質頁岩部層より高位である可能性があるが、Barnes らはこのクジラは死んだ場所からそう遠くには移動していないと推定している。A. polydentatus も同じく日本の茂螺湾累層産であるが、同じく堆積盆地堆積物である上部凝灰質シルト岩部層から見つかった。模式標本はこの部層の最上部の露頭から発掘されている。この標本は現在のところ北西太平洋産アエティオケトゥス科クジラ化石としては層序的に最高位から産出しており、既知のアエティオケトゥス属としては最も新しいものとなる。

## 記載

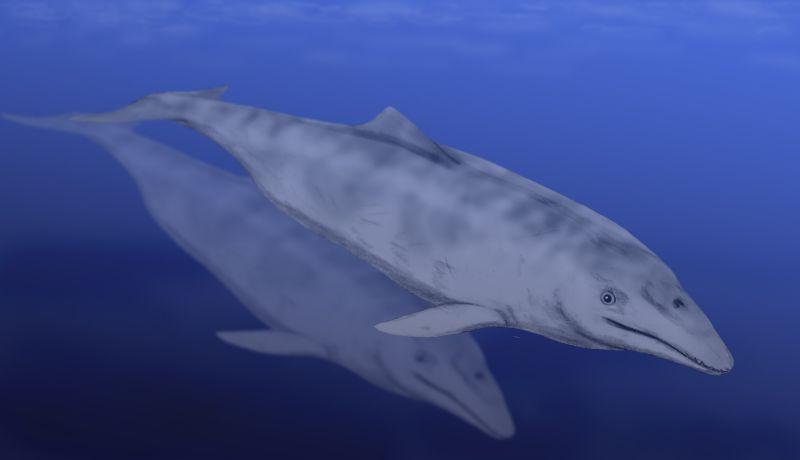
A. cotylalveus の復元図

本属の模式種は Aetiocetus cotylalveus である。これは標準的単系統タクソンの定義では、 A. cotylalveus と A. polydentatus の最も近い共通祖先とその全ての子孫を含むグループ、と定義される。

### 頭骨
アエティオケトゥスは歯を持つ小型のクジラで、上顎後部の歯の前縁と後縁に3個以下の小尖頭を持つ。彼らの頬歯はある程度異歯性を持っている。このクジラの吻部基部は、頭蓋が頚部と接する後頭顆の幅の 170% よりも広い。これらの特徴はアエティオケトゥスの共有派生形質である。口蓋骨・翼状骨・鋤骨で構成される内鼻孔による独特な切れ込みがあり、これはアエティオケトゥスとコーネケトゥスの共有派生形質である。アエティオケトゥスに存在するアエティオケトゥス科共有派生形質は、下顎骨の下顎枝筋突起が良く発達する、頬骨弓が前方と後方で広がるが中央部では狭い、が挙げられる。アエティオケトゥスは全てのヒゲクジラ類と共有する特徴（左右の下顎骨が出会う箇所である下顎結合は癒合していない・上顎骨下方突起は眼窩下で無歯の骨板となる・広い吻部を持つ）もいくつか持っている。これら全ての特徴はクジラヒゲによる濾過摂食と機能的に関連しており、ヒゲクジラ類としての証明となっている。Barnes らが記載した歯の存在は矛盾のようにみえる。
最後に、アエティオケトゥスはより古いクジラ類といくつかの共有祖先形質を持つ。彼らは現代のヒゲクジラ類と同程度のテレスコーピングには至っておらず、外鼻孔はまだ比較的前方にあった。現生ヒゲクジラ類の印象とは逆に、アエティオケトゥス成体にはまだエナメル質を持った発達した歯が存在した。これは、アメロブラスチン (AMBN)、エナメリン (ENAM)、アメロゲニン (AMEL) のようなエナメル質の形成に関連した遺伝子の機能性損失はアエティオケトゥスではまだ起こっていなかったことを示している。

### 歯列
ほとんどの場合、アエティオケトゥスは原始的な歯を上顎片側に11本、下顎片側に11本（省略して 11/11 のように記述される）持っていた。これは、3本切歯・1本の犬歯・4本の小臼歯・3本の大臼歯を片側の上下両顎に持つ有胎盤哺乳類の基本的歯式を保持していると解釈されている。しかし、A. weltoni と A. polydentatus には有胎盤類共有祖先歯式からの変異が見られる。A. weltoni は 11/12 の歯列を持つ。「多歯」を意味する種小名の A. polydentatus はその名の通り他のアエティオケトゥス科クジラ類より多い歯を持ち、かつ左右の歯数が非対称であることは注目に値する。A. polydentatus の上顎右側には13本の歯がある一方、上顎左側には14本の歯があった。下顎もまた非対称で、右歯骨歯は14本、左歯骨歯は15本だった。これは最初の多歯性（通常の哺乳類歯列よりも多い歯を持つ）アエティオケトゥス科クジラ類であった。ヒゲクジラ胎児は母胎内で多歯性の歯を発生させる。A. polydentatus は発生上のデータからも想定できるようにこの状況が有歯ヒゲクジラ類にも存在することを示唆している。その多歯性に加え、A. polydentatus はその歯がアエティオケトゥス属の他の種では見られる歯の種類による区別がないという点でも独特である。古生物学者はこのような状況を同歯性 (homodont) と呼んでいる。

### クジラヒゲの存在
アエティオケトゥスは、歯を持つ古鯨類から歯のないヒゲクジラ類への移行段階を表しているという点で特徴的である。しかしアエティオケトゥスは厳密な意味では移行形態ではない：つまり、現生ヒゲクジラ類の直接の先祖ではない。より派生的な形態を持つ無歯ヒゲクジラ類の1科であるケトテリウム科などは、アエティオケトゥスと同時代に生存していた。そのため摂食の全てをクジラヒゲに依存するクジラは層序学的にアエティオケトゥスより前に出現していた、すなわち「真の」ヒゲクジラ類はアエティオケトゥス以前に存在していた。
クジラヒゲはケラチン（鉤爪・蹄・毛などと同じ材質）でできており、クジラの生涯にわたって成長を続ける。ヒゲクジラ類の発展においては、かれらの祖先が歯を持っていたことが、ヒゲクジラ胎児にはその後に再吸収されて成長をやめてしまう歯の萌芽が形成されることからも示唆される。しかしアエティオケトゥスは進化生物学者にとって化石記録における移行段階の実例であるとみなされている。
クジラヒゲは軟組織であるため化石記録には残らないが、クジラ研究の古生物学者はヒゲクジラ類の口蓋部にクジラヒゲが存在した証拠を判別できる。栄養孔 (nutrient foramina) として知られるものがその証拠となる。クジラの上顎骨にあるこれらの栄養孔には溝や筋や裂溝がつながり、生存時には上歯槽動脈や上歯槽神経がそこを通っていた。この上歯槽動脈は上皮組織に栄養分を供給し、その組織からクジラヒゲは継続的に成長する。全ての既知の古鯨類とハクジラ類には栄養孔は存在しない。この栄養孔は模式標本口蓋の保存状態が最良である A. weltoni で最もよく観察できる。
栄養孔の発達と歯はヒゲクジラにおいて非常に関わり合いが強い：まず1つには、進化途中にあるヒゲクジラ類口蓋の歯槽溝である。一時的な歯は歯槽溝に形成され、その後初期のクジラヒゲ発達が始まると再吸収される。歯槽溝は骨化により埋められていき、血管の周りに骨化されず残った部分が側部栄養孔を形成する。この緊密な関連性により Deméré と Berta はアエティオケトゥスが古い個体発生の過程を表しているという仮説を立てた。
この栄養孔は A. cotylalveus や別の近縁なアエティオケトゥス科クジラである Chonecetus goedertorum にも存在している。他の無歯ヒゲクジラ類と比較しても、栄養孔の配置は現生のナガスクジラ科や化石ケトテリウム科クジラと最もよく似ている。

### 摂食戦略

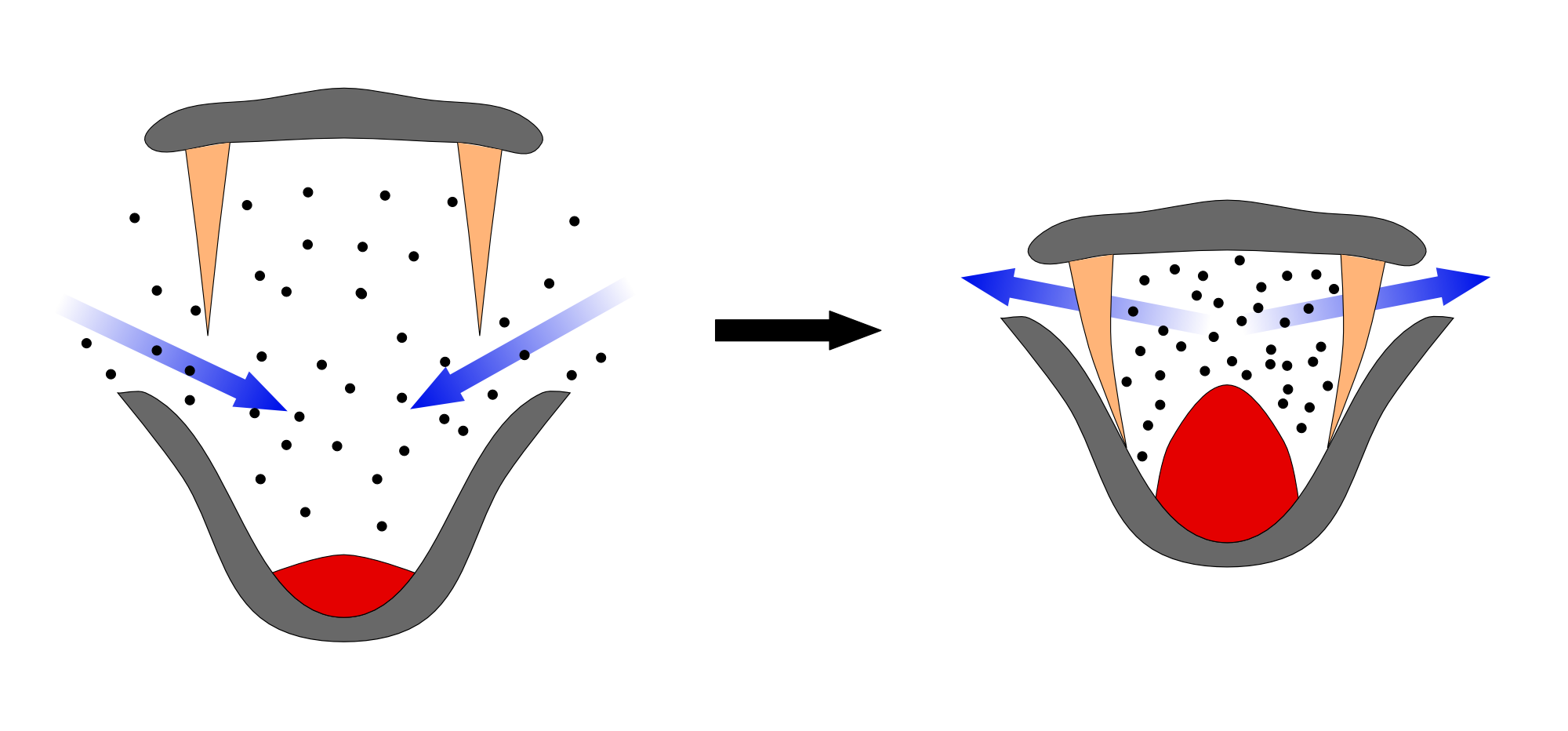
現代のヒゲクジラ類が行っている大量摂食の概略図。アエティオケトゥスはクジラヒゲと歯を組み合わせたこの方法のバリエーションを行っていた可能性がある。

アエティオケトゥスの歯は、噛み付き/飲み込み摂食を行う古鯨類やハクジラ類の歯と似ているが、アエティオケトゥスには同時に拡大した口蓋もある。現代のヒゲクジラ類はクジラヒゲをその拡大した口蓋から成長させ、節足動物や魚類を口内に捕閉じ込めるためにそのクジラヒゲを用いる。このような大量摂食において、クジラは個々の餌生物を選択せず、獲物を見つけるのにハクジラ類のような反響定位も用いない。幅広く歯のない口蓋を持った化石ヒゲクジラ類は大量摂食を行っていたと推測され、そのようなクジラが最初に出現したのは後期漸新世で、最初の無歯ヒゲクジラ類が現れてからおよそ 400-500 万年後のことであった。
構造的には、アエティオケトゥスが持つ歯は Squalodon のような原始的なハクジラ類のものとよく似ていた。これらのハクジラ類は噛み付き引き裂く食性を持っていたと推定されており、咀嚼機能は限定的だった。原始的ハクジラ類も現生ハクジラ類も双方ともに獲物を見つけるのに反響定位を用いていた：しかしヒゲクジラ類の化石記録には、これまでに反響定位能力を進化させたり当初は保持していたという証拠は見られない。主に魚類を餌とする魚食性という生態はクジラ類の原始的な食性として可能性が高く、アエティオケトゥスは古鯨類のように反響定位を使用せずに魚を見つけ出していたという蓋然性が最も大きい。
しかし、一飲みに口に含んだ獲物を咬み合う尖頭を持った頬歯で水から濾し取るような大量摂食をアエティオケトゥスが実際に行っていたのかについては議論がある。大量摂食説は、下顎結合が欠如しており左右の下顎は柔軟に接していること、幅広い口蓋を持つこと、によって支持される。この摂食方法はカニクイアザラシからの類推である。この仮説は大量摂食という案と歯の保持を結びつける。アエティオケトゥスが機能的ヒゲクジラ類であった可能性はある。アエティオケトゥスの下顎に後述のようなキネシス（ある骨が別の骨の動きに対応して互いに連動すること）があればこの説は強化されるのだが、より派生的なヒゲクジラ類が持つ口部のキネシスを彼らは欠いている。この頭骨のキネシスによりヒゲクジラ頭骨は大量摂食の際に頭骨にかかる応力を減少させることができる。
Fitzgerald は歯を補助的に用いた濾過摂食というモデルに異論を唱えており、緊密に押し詰められた歯列がないことと頬歯の単純な歯冠の存在をその根拠としている。Deméré はこれは非常に小さいサイズの獲物（オキアミなど）を前提とするとしている。ここでの違いはアエティオケトゥスが大量摂食を行っていた一方で、獲物の大きさは濾過摂食の定義に関わりがない、という点である。現代のヒゲクジラ類が消費する餌生物における多様性の大きさを考えると、すべての大量濾過摂食者が小さい獲物を食べていたと前提する必要はない。Deméré はアエティオケトゥスの大量摂食行動は群れをなす魚類やイカ類など大型の生物を獲物とすることができたと仮定している。そのサイズの獲物ならアエティオケトゥスの歯は粗い篩として働くことができただろう。

### 地理と固有性
一見すると、本属の種が1つの産地からしか知られていないという事実は、アエティオケトゥスが非常に固有性が高いことを暗示している。Deméré と Berta はアエティオケトゥスは北太平洋海盆に固有な系統であると考えている。固有性の高さはヒゲクジラ類にとって非常に変則的な事態である。しかしより説得力のある説明は、アエティオケトゥスの化石記録が貧弱である、もしくは採集バイアスが存在し南太平洋の後期漸新世堆積物で十分な研究が行われていない、というものだろう。古生物学者が探索を継続しているのでおそらくアエティオケトゥスの標本がさらに発見されると期待される。
アエティオケトゥス科の他の属には、Ashorocetus、Chonecetus、モラワノケトゥス、Willungacetus がいる。これらのアエティオケトゥス科クジラ類はほとんど北太平洋産であり、例外はオーストラリア産の Willungacetus であるが本属の分類については異論がある。